# Gomphichis steyermarkii
Gomphichis steyermarkii är en orkidéart som beskrevs av Ernesto Foldats. Gomphichis steyermarkii ingår i släktet Gomphichis och familjen orkidéer. Inga underarter finns listade i Catalogue of Life.